# Anacleto Verrecchia
(Anacleto Verrecchia, Rapsodia viennese)
Anacleto Verrecchia (Vallerotonda, 15 settembre 1926 – Torino, 4 febbraio 2012) è stato un filosofo, traduttore e giornalista italiano.

## Biografia

Anacleto Verrecchia (1986)

Nato in provincia di Frosinone, si trasferì molto giovane a Torino, dove studiò, laureandosi in germanistica.
Nei primi anni cinquanta trascorse un certo periodo nel parco nazionale del Gran Paradiso, considerato come il più formativo della sua vita. Lì poté contemplare in modo disinteressato i fenomeni della natura. "Ho fatto tre università - era solito dire -: quella vera e propria, che non mi ha dato nulla o quasi; la collaborazione alle pagine dei quotidiani come elzevirista, che mi ha costretto a leggere libri che altrimenti non avrei mai letto; e infine l'università più utile in assoluto, vale a dire il soggiorno nel Gran Paradiso a contatto con la natura". Frutto di quel soggiorno è il libro che contiene la sua filosofia, potentemente aforistica. I manoscritti riaffiorati molto più tardi spiegano la tardività della sua pubblicazione, avvenuta solo nel 1997 presso Fògola - si tratta del Diario del Gran Paradiso.
Verrecchia visse poi in Germania (soprattutto a Berlino) e fu per lunghi anni addetto culturale all'Ambasciata d'Italia a Vienna; collaborò alle pagine culturali di giornali italiani, tra cui Il Resto del Carlino, La Stampa, Il Giornale. Grazie alla sua padronanza del tedesco, collaborò anche con fogli stranieri (Die Presse, Die Welt). Non parlava volentieri della sua vita privata perché, diceva, "di un filosofo o di uno scrittore ciò che interessa sono gli scritti e non le vicissitudini personali". Amico di  Giuseppe Prezzolini, traduttore di Georg Christoph Lichtenberg, appassionato studioso di Giordano Bruno e Friedrich Nietzsche, nel suo orizzonte culturale, però, la figura che risalta di più è senz'altro quella di Arthur Schopenhauer, da lui considerato a tutti gli effetti un maestro da tradurre e continuare.
Elementi caratteristici dei suoi scritti sono l'irriducibile vena polemica e una sacra bilis, ma la sua prosa spicca anche per chiarezza ed energia. Lavorò sempre al confine tra letteratura e filosofia: difatti, i suoi libri sono ora di carattere prettamente filosofico, ora letterario. La sua prosa - insieme a quella di Guido Ceronetti, Manlio Sgalambro e Sossio Giametta - è stata giudicata "la migliore prosa filosofica scritta oggi in Italia".

## Pubblicazioni

### Testi
- Georg Christoph Lichtenberg: l'eretico dello spirito tedesco (Firenze: La Nuova Italia, 1969).
- La catastrofe di Nietzsche a Torino (Torino: Einaudi, 1978), poi: Zarathustras Ende: die Katastrophe Nietzsches in Turin (Wien: Bohlaus, 1986) ISBN 3-205-07253-7, poi: La tragedia di Nietzsche a Torino: la catastrofe del filosofo che sognava un superuomo al di là del bene e del male (Milano: Bompiani, 1997, ISBN 88-452-3514-9), poi: La catastrofe di Nietzsche a Torino (prefazione di Vittorio Sgarbi; Milano: Bompiani, 2003): poi La catastrofe di Nietzsche a Torino (a cura di Marco Lanterna; Firenze: Clinamen, 2022).[4]

- Incontri viennesi (Genova: Marietti, 1990, ISBN 88-211-6878-6, poi: Torino: UTET, 2005, ISBN 88-7750-957-0).
- Cieli d'Italia (prefazione di Vittorio Mathieu; Milano: Spirali/Vel, 1991 ISBN 88-7770-300-8; poi Valencia: El Doctor Sax, 2019 ISBN 978-1706667957)
- Giuseppe Prezzolini: l'eretico dello spirito italiano (Torino: Fogola, 1995).
- Diario del Gran Paradiso (Torino: Fogola, 1997 e ristampa 2012, ISBN 978-88-7406-041-2 ; poi Valencia: El Doctor Sax, 2020 ISBN 979-8655431393).
- Giordano Bruno: Nachtfalter des Geistes (Wien: Bohlau, 1999, ISBN 3-205-98881-7), poi: Giordano Bruno: la falena dello spirito (Roma: Donzelli, 2002) ISBN 88-7989-676-8.
- Rapsodia viennese: luoghi e personaggi celebri della capitale danubiana (Roma: Donzelli, 2003) ISBN 88-7989-783-7.
- Schopenhauer e la Vispa Teresa: l'Italia, le donne, le avventure (Roma: Donzelli, 2005) ISBN 88-6036-010-2.
- Vagabondaggi culturali (Torino: Fogola, 2008). ISBN 978-88-7406-030-6.
- La stufa dell'Anticristo. Altri vagabondaggi culturali (Torino: Fogola, 2010). ISBN 978-88-7406-035-1.
- Batracomachia di Bayeruth. Nietzschiani contro wagneriani (nota di Diego Fusaro; Padova: il prato, 2012). ISBN 978-88-6336-142-1.
- Lettere Mercuriali (prefazione di Gianmario Ricchezza; Torino: Fògola, 2014; poi Valencia: El Doctor Sax 2025 ISBN 979-8281047470)
- Il cantore filosofo. Scritti su Wagner (introduzione, note e notizia biobibliografica di Marco Lanterna; Firenze: Clinamen, 2016). ISBN 978-88-8410-236-2.
- Il mastino del Parnaso. Elzeviri e polemiche (scelta, introduzione, note e notizia biobibliografica di Marco Lanterna; Firenze: Clinamen, 2017). ISBN 978-88-8410-260-7.
- Meglio un demonio che un cretino (El Doctor Sax, 2023) ISBN 979-8391514497

### Saggi introduttivi, traduzioni e cure
- Viaggio in Italia 1844-1845 di Theodor Mommsen (Torino: Fogola, 1980).
- Libretto di consolazione di Georg Christoph Lichtenberg (Milano: Rizzoli, 1981).
- Le civiltà precolombiane di Hans Dietrich Disselhoff (Milano: Bompiani, 1983).
- Colloqui di Arthur Schopenhauer (Milano: Rizzoli, 1982), poi: Colloqui: il filosofo che ride (Milano: Rizzoli, 1995) ISBN 88-17-16992-7.
- Metafisica dell'amore sessuale: l'amore inganno della natura di Arthur Schopenhauer (Milano: Rizzoli, 1992) ISBN 88-17-16897-1.
- Sulla filosofia da università di Arthur Schopenhauer (Milano: TEA, 1992) ISBN 88-7819-343-7.
- Aforismi per una vita saggia di Arthur Schopenhauer (Milano: Fabbri, 1996, poi: Milano: Rizzoli, 2004) ISBN 88-17-16927-7.
- O si pensa o si crede: scritti sulla religione di Arthur Schopenhauer (Milano: Rizzoli, 2000) ISBN 88-17-17322-3.
- Lo scandaglio dell'anima: aforismi e lettere di Georg Christoph Lichtenberg (Milano: Rizzoli, 2002) ISBN 88-17-12760-4.
- Breviario spirituale di Piero Martinetti (Torino: UTET, 2006) ISBN 88-02-07233-7.

### Articoli
- A Bogotà c'è un erede di Montaigne. Tuttolibri de La Stampa, 7 giugno 2008, 7.
- Allora bastava un rospo per finire al rogo. Tuttolibri de La Stampa, 10 luglio 2010, 4.
- Vittorio Mathieu, Tre giorni in giallo. Tuttolibri de La Stampa, 28 agosto 2010, 5.